# پاکستان پترولیوم
پاکستان پترولیوم ({{lang-ur|پاکستان پیٹرولیم) شرکت دولتی نفت و گاز پاکستانی است، که در سال ۱۹۵۰ تأسیس شد.